# Uspienowka (rejon biełogorski)
Uspienowka (ros. Успеновка) – wieś (ros. seło) w południowo-wschodniej Rosji, terytorialnie i administracyjnie należąca do rejonu biełogorskiego, w obwodzie amurskim. 
Według danych statystycznych z 2016 roku wieś Uspenowka zamieszkiwało 361 mieszkańców. 